# Färöischer Sprachenstreit
Der färöische Sprachenstreit war eine Phase in der Geschichte der Färöer in der ersten Hälfte des 20. Jahrhunderts (ca. 1908 bis 1938 im engeren Sinne). Es war die politische und kulturelle Auseinandersetzung zwischen dem Anspruch der färöischen Sprache auf allgemeine Anerkennung, und der dänischen Sprache als Amtssprache auf den Färöern.
Anfang des 20. Jahrhunderts war die Ausgangslage wie folgt: Dänisch war die Sprache der Kirche, des Schulwesens, der Verwaltung und der Justiz. Färöisch hingegen war die Sprache des Volkes, die seit der Niederlegung als Schriftsprache durch V. U. Hammershaimb ab Mitte des 19. Jahrhunderts und der Formierung der färöischen nationalen Erweckung seit dem Weihnachtstreffen 1888 immer mehr geschrieben wurde.
Der Sprachstreit war in erster Linie kein Streit zwischen Färingern und Dänen, sondern eine Auseinandersetzung in der – sich wandelnden – färöischen Gesellschaft.

## Politische Lager
Zu der kulturellen Aufbruchstimmung kam ab 1906 die Herausbildung der ersten beiden politischen Parteien der Färöer hinzu, die im Sprachstreit die jeweiligen Lager repräsentierten: Sambandsflokkurin (Unionisten) und Sjálvstýrisflokkurin (Separatisten).

### Position von Samband
Sambands Auffassung war es, dass die färöische Sprache durchaus auf literarischem Gebiet entwickelt und benutzt werden solle. Andererseits sollte aber die dänische Sprache weiterhin die offizielle Bildungssprache sein, die alle Färinger fließend zu beherrschen haben. Gleichzeitig wandten sich die Unionisten gegen die umfassende Einführung des Färöischen aus rein dogmatischen Gründen, wie sie es Sjálvstyri vorwarfen.
Zwei wichtige Argumente konnte Samband vortragen: Jegliche Fortbildungsmöglichkeiten erschließen sich nur, wenn die Färinger Dänisch so sehr beherrschen, dass sie problemlos in Dänemark studieren können. Des Weiteren gab es für das kleine Inselvolk zu wenig bzw. gar keine Schulbücher. Letzteres Problem konnte man zwar theoretisch mit entsprechendem Einsatz aller Kräfte lösen, ersteres aber nicht.

### Position von Sjálvstyri
Sjálvstyri hingegen hatte das Nationalgefühl auf seiner Seite. Es wurde als unhaltbar betrachtet, dass die offizielle Sprache eine andere als die Muttersprache ist. Im Parteiprogramm war als eine Kernforderung formuliert, dass die färöische Sprache Unterrichtssprache in allen Fächern werden soll. Gleichzeitig versuchte sie den Sprachstreit für ihre separatistischen Ziele zu nutzen.
Für Färöisch als Unterrichtssprache hatten die Separatisten ein stichhaltiges Argument: In den anderen Teilen des Königreichs wurde in der jeweiligen Muttersprache unterrichtet: Isländisch in Island, Grönländisch in Grönland, Englisch in Dänisch-Westindien und bis 1864 Deutsch in den Herzogtümern Schleswig und Holstein. Es war somit eine Frage der Gleichbehandlung, Färöisch als Unterrichtssprache zuzulassen.

## Durchbruch als Unterrichtssprache
Die Geschichte sollte für die Forderungen von Sjálvstyri arbeiten. 1908 gilt als eigentlicher Anfang der Auseinandersetzungen, die bis 1938 andauerten. In jenem Jahr beantragten die Lehrer der Realschule in Tórshavn, Färöisch im Unterricht verwenden zu dürfen. Die Schulleitung reagierte mit Ablehnung: Färöisch solle (außerhalb des reinen Färöischunterrichts) nur als Hilfsmittel gebraucht werden, um bestimmte Dinge zu erklären. Dem widersetzte sich der spätere Pfarrer Jacob Dahl, der fortan auf Färöisch unterrichtete. Die Schulleitung schaltete das dänische Bildungsministerium ein, welches diese Sache wiederum an das Løgting weiterleitete. 
Dort waren die Lager gespalten. Es kam zu keiner Einigung und daher 1910 zu zwei Erklärungen, einer Mehrheitsmeinung und eines Minderheitsvotums. Die Mehrheitsmeinung wurde durch Samband repräsentiert: Dänisch solle mehr als bloß eine Fremdsprache wie Deutsch oder Englisch sein, sondern die Schüler sollen es in allen Fächern hören und sprechen. Ein wichtiges Argument hierfür war, dass Dänisch ein Schlüssel zur weiteren Ausbildung in Dänemark war, und damit zum beruflichen Fortkommen der Jugend.
Sjálvstyri zog sich auf die bereits oben untermauerte Position zurück, dass es andernorts selbstverständlich sei, dass die Angehörigen eines Volkes in ihrer Muttersprache ausgebildet werden. Dagegen stand neben dem Weiterbildungs-Argument freilich die unumstrittene Tatsache, dass es keine entsprechenden Lehrmittel auf Färöisch gab, und so schlug Sjálvstyri vor, dass es jedem Lehrer selber überlassen bleiben soll, in welcher Sprache er unterrichtet.
Als Kompromiss wurde schließlich Färöisch als Unterrichtssprache für die kleinen Kinder vorgesehen und für die älteren Jahrgänge als erlaubtes Hilfsmittel innerhalb eines grundsätzlichen Unterrichts auf Dänisch. Am 16. Januar 1912 wurde diese Regelung (§ 7 der Färöischen Schulordnung) von der dänischen Regierung erlassen.
Obwohl es als ein Teilerfolg von Sjálvstyri gewertet werden konnte, blieb die Forderung nach Änderung dieses § 7 auf der Agenda der Partei. Als erster Lehrer widersetzte sich Louis Zachariasen in Velbastaður offen, indem er erklärte, dass er sich weigert, weiterhin auf Dänisch zu unterrichten. Damit brach er ein Tabu, denn unter der Hand wurde durchaus großzügig von der Regelung „Färöisch als Hilfssprache“ Gebrauch gemacht. Zachariasen kündigte öffentlichkeitswirksam als Lehrer und verhalf so den Separatisten zu einem „Märtyrer“.
Der Sprachstreit trat 1918 in eine neue Runde, als die Frage aufgeworfen wurde, warum die färöische Rechtschreibung noch kein Pflichtfach in den Schulen sei. In der besagten Schulordnung von 1912 wurde diese Frage bewusst ausgeklammert, da viele färöische Lehrer keine ausreichenden Kenntnisse in der Rechtschreibung ihrer Muttersprache hatten. Dem wurde allerdings schon entgegengewirkt, indem Ferienkurse organisiert wurden. Da die Zeit nun reif schien, wandte sich das Løgting an die dänische Regierung mit der Bitte, die färöische Rechtschreibung nunmehr als Pflichtfach einzuführen. Dem wurde umgehend entsprochen, wobei der § 7 aber unangetastet blieb.
Der Sprachstreit wurde immer abstrakter und es ging nur noch um eine passende Formulierung, die einerseits Färöisch vollkommen gleichstellt (und damit durchsetzt) und andererseits sicherstellt, dass das berufliche Fortkommen der Jugend mit entsprechenden Kenntnissen der dänischen Sprache garantiert bleibt. Das Kopenhagener Bildungsministerium schlug daher 1925 vor, dass Färöisch allgemeine Unterrichtssprache werden solle, aber Dänisch die Sprache des Geografie- und Geschichtsunterrichts bleiben soll. Nun waren es die Parteigänger von Samband, die aufbegehrten, denn das ging ihnen zu weit. Und da sie die Mehrheit im Løgting hatten, wurde der Vorschlag verworfen.
Erst die Løgtingswahlen von 1936 brachten eine Änderung in den festgefahrenen Prozess: Die neu entstandene Partei Javnaðarflokkurin (Sozialdemokraten) konnte ihren Stimmenanteil auf Kosten von Samband erheblich ausbauen. Zusammen mit Sjálvstyri stimmten die Sozialdemokraten für eine Gesetzesänderung, welche die färöische Sprache mit der dänischen gleichstellt. Am 13. Dezember 1938 stimmte die dänische Regierung dem zu.

## Durchbruch als Kirchensprache
Seit der Reformation im 16. Jahrhundert war Dänisch die alleinige Kirchensprache auf dem Archipel. Dies war eine der Hauptursachen dafür, dass Färöisch über Jahrhunderte keine geschriebene Tradition entwickeln konnte, sondern nur gesprochen wurde.
1903 wurde Färöisch dann unter bestimmten Auflagen für kirchliche Handlungen zugelassen: Das Abendmahl muss in Dänisch stattfinden, und Färöisch darf nur dann gepredigt werden, wenn alle kirchlichen Instanzen (Propst und Gemeinderat) zustimmen. Ab 1912 durfte dann auch das Abendmahl auf Färöisch abgehalten werden, aber nur, wenn der Bischof vorher zugestimmt hat.
Es waren die Färinger selber, die eine allgemeine Durchsetzung ihrer Muttersprache als Kirchensprache behinderten. Eine konservative Grundhaltung der meisten Gläubigen verband die dänische Sprache fest mit der Liturgie, den Kirchenliedern, und nicht zuletzt der Bibel. Auch heute noch werden bestimmte färöische Kirchenlieder gerne in einem alten Dänisch gesungen. Es wurde in Tórshavn eine Volksbefragung durchgeführt, wo sich die Mehrheit der Kirchgänger für eine Beibehaltung des Dänischen aussprach.
Dennoch wurde die Frage mehrfach im Løgting erörtert, und wieder waren es Samband-Politiker, die weitere pragmatische Argumente vortrugen: Viele der Priester sind Dänen, und wenn jeder Priester frei wählen darf, in welcher Sprache er predigt, dann führt das unweigerlich in eine allgemeine Konfusion, wenn eine Gemeinde erst einen färöischen Gottesdienst gewohnt ist und dann einen dänischen Pastor bekommt.
Wie bei der Frage nach der Unterrichtssprache war die Durchsetzung der Muttersprache in der Kirche allerdings nur eine Frage der Zeit und der verfügbaren Literatur. Bereits 1823 erschien das Matthäus-Evangelium auf Färöisch, fand aber keinen breiten Anklang im Volk, was auch an der orthographischen Unsicherheit lag, die vor V. U. Hammershaimbs Zeiten herrschte. 1908 folgte das Johannes-Evangelium, aber erst der Pastor Jacob Dahl verhalf dem Färöischen als Kirchensprache zum Durchbruch, als er 1921 ein färöisches Gesangbuch vorstellte und bis 1937 das Neue Testament übersetzte. Bis zu seinem Tode 1944 arbeitete er am Alten Testament weiter, das dann von Kristian Osvald Viderø bis 1961 fertiggestellt wurde und herauskam.
Dahls Werke wurden jeweils sofort nach ihrem Erscheinen von der evangelisch-lutherischen Staatskirche autorisiert. Er übersetzte auch den Katechismus und eine Religionsgeschichte. Wichtig für die Färöer sollte seine Predigtensammlung in Buchform werden. In den abgelegenen Gegenden war es normal, dass ein Pastor bis zu sechs Kirchen in seiner Obhut hatte, die er der Reihe nach besuchte. Die Gottesdienste in den Kirchen, in denen er nicht sein konnte, wurden von Laien abgehalten, die dafür eine gedruckte Predigtensammlung benutzten.
Der 13. März 1939 ist der Tag, an dem Färöisch im vollen Umfang als Kirchensprache zugelassen wurde. Heute haben die Färöer fast ausschließlich einheimische Geistliche.

## Gleichstellung im Rechtswesen
Ab 1920 wurde die Frage aufgeworfen, wie es mit dem Gebrauch des Färöischen im Rechtswesen aussieht. Das ergab sich aus einer Reform in Dänemark, wo nunmehr auch das gesprochene Wort bei Gericht gilt, während vorher nur Schriftstücke galten. Am 11. April 1924 trat auf den Färöern die Regelung in Kraft, dass die Gesetzessprache zwar Dänisch ist, aber färöischsprechende Richter ihre Verhandlungen auf Färöisch führen dürfen, wenn die Verfahrensbeteiligten Färinger sind. Die entsprechenden Dokumente durften auch auf Färöisch abgefasst werden, mussten aber mit einer beglaubigten Übersetzung auch auf Dänisch angefertigt werden, wenn es das Gesetz vorschrieb, oder aber die Verteidigung dies verlangte. Diese dänischen Unterlagen waren zum Beispiel wichtig, wenn ein Verfahren in  Dänemark in Berufung sollte.
Ab 1931 wurde dann gefordert, den Gebrauch das Färöischen im Rechtswesen auszuweiten. Dies stieß wiederum auf den Widerstand von Samband mit dem oben bereits angeführten Argument, dass dänische Unterlagen für Revisionsverhandlungen unabdingbar sind.
Erst am 4. Januar 1944 beschloss das Løgting dann die volle Gleichstellung des Färöischen im Rechtswesen. Das geschah allerdings in der besonderen Situation der Färöer im Zweiten Weltkrieg, wo alle Verbindungen zu Dänemark unterbrochen waren. Nach dem Krieg blieb diese Regelung dennoch in Kraft.

## Färöisch in anderen Bereichen
Der Prozess der Einführung des Färöischen als Amtssprache vollzog sich auch in anderen Bereichen über einen längeren Zeitraum. Ab 1920 erscheint das färöische Telefonbuch in der Landessprache. Ab 1925 war es die Zweitsprache im Postwesen, und ab 1927 werden die Protokolle des Løgtings in färöischer Sprache geführt. 
Mit dem Autonomiegesetz von 1948 ist Färöisch schließlich die Hauptsprache in allen Angelegenheiten, während Dänisch an der Schule stets in einem Umfang gelehrt werden muss, dass alle Färinger es fließend für ihr Fortkommen und die Verständigung mit anderen Skandinaviern beherrschen.
Erst am 1. Juni 1962 wurden auf den Poststempeln die dänischen Ortsnamen durch färöische ersetzt.
Rückblickend lässt sich über den färöischen Sprachstreit sagen, dass er weniger wegen der politischen Flügelkämpfe zugunsten von Sjálvstyri ausging, sondern vielmehr durch die Macht des Faktischen, nämlich den umfassenden Durchbruch der färöischen Literatur aufgrund der außerordentlichen Leistung des Bibelübersetzers Jacob Dahl und färöischer Schriftsteller wie J. H. O. Djurhuus, Hans Andrias Djurhuus, Heðin Brú, Jóannes Patursson und so weiter.

## Nachwirkungen
Trotz der Durchsetzung des Färöischen als Landessprache gab es immer wieder Fälle, wo das Dänische an seine Stelle trat. An den Schulen wurde das Abitur immer noch auf Dänisch gemacht, wenn die Prüfer Dänen waren und kein Färöisch konnten. 1974 forderten die Schüler in Hoydalar die ausschließliche Verwendung des Färöischen im Abitur. Das war auch soweit möglich, aber nicht bei den mündlichen Prüfungen in Sozialkunde. Zwei Schüler sprachen dennoch Färöisch und erhielten deswegen ihr Abitur nicht. Im Jahr darauf weigerten sich zwölf Schüler, ihre schriftlichen Prüfungen in Biologie auf Dänisch zu schreiben. Sie verweigerten auch die Möglichkeit, die Arbeiten übersetzen zu lassen, da sie nicht wollten, dass die Übersetzungen statt ihrer Originalarbeit bewertet werden. Auch diese zwölf erhielten ihr Abitur nicht.
Ab 1975 wurde an der Universität der Färöer ein Magisterstudiengang in Färöisch angeboten, aber es wurde immer noch viel auf Dänisch geschrieben. Zum Beispiel war ein Großteil der Zeitung Dimmalætting in den 1970er Jahren nach wie vor auf Dänisch.
Heute ist Dänisch auf den Färöern weit zurückgedrängt. Das Englische ist zunehmend die bevorzugte Zweitsprache. Viele Websites sind beispielsweise nur auf Färöisch, oder sie haben zusätzlich noch ein englisches Angebot. Dänisch wird dort hingegen nur selten angeboten. Solange die Färöer Bestandteil des Königreichs Dänemark sind, ist Dänisch aber weiterhin als zweite Amtssprache erforderlich.
Diese Tendenzen sind ähnlich zu denen in Island, wo Dänisch 1999 offiziell als Zweitsprache abgeschafft und Englisch die allgemeine Wirtschaftssprache wurde.